# Cetatea Kaunas
Cetatea Kaunas (în lituaniană Kauno tvirtovė, în rusă Кοвенская крепость, transliterat: Kovenskaia krepost) este constituită astăzi din rămășițele unui complex de fortărețe din Kaunas, Lituania. Ea a fost construită și renovată între 1882 și 1915 pentru a proteja frontierele vestice ale Imperiului Rus, și a fost desemnată fortăreață de „clasa întâi” în 1887. În Primul Război Mondial, complexul a fost cea mai mare structură defensivă din tot imperiul, ocupând 65 km².
Cetatea a fost încercată în bătălie în 1915 când Germania a atacat Imperiul Rus și a rezistat unui asalt de unsprezece zile înainte de a fi capturată. După Primul Război Mondial, importanța militară a cetății a intrat în declin, întrucât progresul tehnologic în domeniul armamentului a făcut-o să fie depășită moral. A fost apoi utilizată de diverse instituții civile și ca garnizoană.
În timpul celui de al Doilea Război Mondial, părți ale complexului au fost utilizate de Germania Nazistă pentru detenție, interogatorii și execuții. Circa 50.000 de oameni au fost executați acolo, între care peste 30.000 de victime ale Holocaustului. Unele secțiuni au fost restaurate; Fortul IX⁠(en)[traduceți] găzduiește un muzeu memorial dedicat victimelor execuțiilor în masă din timpul războiului. Complexul este cel mai complet exemplu păstrat de cetate din Rusia Țaristă.

## Context

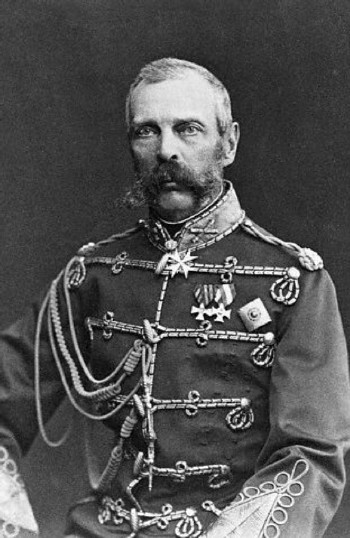
Un edict din 1879 emis de țarul Alexandru al II-lea a ordonat construcția cetății Kaunas

Orașul Kaunas se află la confluența râurilor Neman și Neris, care leagă interiorul Lituaniei de capitala Vilnius și de Marea Baltică. Popoarele baltice își creaseră în secolul I e.n. domenii mari și au intrat în conflict cu scandinavii și cu slavii; Ordinul Teutonic a început să țintească teritorii lituaniene la începutul secolului al XIII-lea. Întrucât Lituania era o țară foarte împădurită, teritoriile sale erau adesea de netrecut, iar interiorul era mai abordabil de-a lungul râurilor când erau înghețate și în scurtul sezon uscat de recoltă de la sfârșitul verii. Ca răspuns la această vulnerabilitate, au fost construite de-a lungul secolului al XIV-lea diferite structuri defensive de-a lungul râului Nemunas, inclusiv un castel de cărămidă la Kaunas. Prima atestare documentară a orașului datează din 1361; el a primit drepturi Magdeburg, care îi reglementau autonomia și stabileau protocoale comerciale, din partea lui Vytautas cel Mare⁠(en)[traduceți] în 1408. Avanpostul Ligii Hanseatice a fost înființat aici în 1441. Până la sfârșitul secolului al XVI-lea, Kaunas devenise un mare centru comercial regional, dar epidemiile, incendiile și războaiele au afectat grav țara și orașul în secolele al XVII-lea și al XVIII-lea. După divizările Uniunii Polono-Lituaniene de la sfârșitul secolului al XVIII-lea, Lituania a fost încorporată de Imperiul Rus. Două mari proiecte din secolul al XIX-lea au contribuit la revitalizarea orașului. Canalul Augustów⁠(en)[traduceți], terminat în 1832, lega Nemanul de Marea Neagră, și o cale ferată ce lega Sankt Petersburg de Varșovia și de Germania⁠(en)[traduceți] prin Kaunas a fost terminată în 1862; ea făcea parte dintr-o restrânsă rețea de căi ferate din vestul Rusiei.
Frontierele vestice ale Rusiei aveau nevoie de apărare, și existau sau erau construite diverse cetăți în Letonia, Ucraina și în Belarus. Conceptul de construcție a unei cetăți în Lituania a fost discutat fără rezultate în 1796, dar a devenit o problemă critică după invazia franceză a Rusiei din 1812 condusă de Napoleon. Grande Armée a reușit să treacă Nemunasul fără mari dificultăți lângă Kaunas în drumul său către Moscova. O Germanie din ce în ce mai unită îngrijora Imperiul în a doua jumătate a secolului. O cetate la Kaunas ar fi prezentat un obstacol pentru atacurile dinspre vest, împiedicând alte invazii către Riga și Vilnius. Pentru a controla regiunea, atacatorii ar fi trebuit mai întâi să neutralizeze Kaunasul. Puși în fața acestei posibilități și evaluând avantajele naturale ale orașului, oficialii ruși au hotărât să construiască o cetate acolo. După mai multe amânări, la 7 iulie 1879, țarul Alexandru al II-lea a emis un edict prin care ordona construcția ei.

## Construcția
| Construcția cetății Kaunas | Baterii | Baterii | Baterii | Baterii | Baterii | Baterii | Baterii | Baterii | Baterii | Redute | Redute | Redute | Redute | Redute | Redute | Redute | Redute | Redute |
| -------------------------- | ------- | ------- | ------- | ------- | ------- | ------- | ------- | ------- | ------- | ------ | ------ | ------ | ------ | ------ | ------ | ------ | ------ | ------ |
| Construcția cetății Kaunas | I       | II      | III     | IV      | V       | VI      | VII     | VIII    | IX      | I      | II     | III    | IV     | V      | VI     | VII    | VIII   | IX     |
| Începutul construcției     | 1882    | 1883    | 1883    | 1884    | 1884    | 1883    | 1884    | 1883    | 1883    | 1883   | 1883   | 1883   | 1883   | 1883   | 1883   | 1884   | 1890   | 1903   |
| Sfârșitul construcției     | 1889    | 1888    | 1888    | 1888    | 1888    | 1888    | 1888    | 1888    | 1888    | 1889   | 1888   | 1889   | 1888   | 1889   | 1889   | 1889   | ~1907  | 1911   |

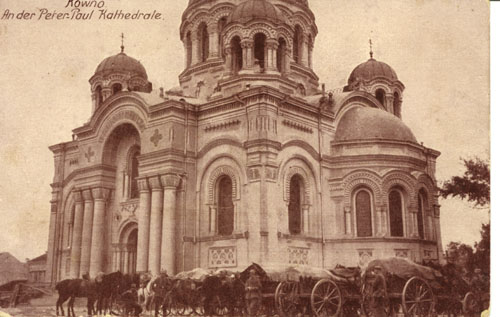
en a fost construită pentru garnizoana cetății

Primul design a fost supervizat de generalii Nikolai Obrucev, Konstantin Zverev și Ivan Volberg. După cum fusese planificat inițial, cetatea cuprindea o arie uriașă, constând din șapte redute și nouă baterii defensive aranjate în bucle concentrice. Planul cuprindea clădiri și infrastructură de suport, cum ar fi cazărmi, drumuri noi și un depozit de muniție. Lucrările de construcție au demarat în 1882; pentru proiect au fost adunați 4.000 de muncitori. Principalele structuri au fost concentrate în Freda⁠(en)[traduceți], Panemunė⁠(en)[traduceți], Aleksotas, și în zona nouă a orașului. Proiectul a afectat semnificativ viața cotidiană a locuitorilor Kaunasului și existau intenții de a detașa cetatea într-o unitate administrativă independentă guvernată de o comisie militară; comandantul său scria că „nu mai există orașul Kaunas, ci doar cetatea Kaunas.”
Primele redute au fost construite folosind cărămizi întărite, având întărituri de pământ, incorporate în relieful înconjurător, ceea ce le făcea mai greu de penetrat. Ele erau simetrice, de regulă cu cinci fețe, cu poziții pentru infanterie și artilerie. Aceste redute au fost construite conform designului standard rusesc pentru redutele de cărămidă în vigoare la acea vreme. Astfel, primele șapte redute erau foarte similare; ele difereau doar prin distribuția interiorului, integrarea în relieful înconjurător și unele detalii de construcție. Ele aveau să fie și renovate în moduri ușor diferite. Bateriile erau construite între redute adiacente și conțineau diferite tipuri de artilerie, amplasate de-a lungul liniilor exterioare ale cetății și de regulă ridicate pe dealuri. Prima fază a lucrărilor de construcție s-a încheiat în 1887. Cetatea a primit titulatura de „clasa întâi” în acel an, pentru a-i consemna importanța și capabilitățile defensive, iar Otto Klem a fost numit primul său comandant. În același timp, s-au stabilit reguli administrative pentru gestionarea impactului cetății asupra orașului și asupra zonelor din jur; înălțimea clădirilor civile ale cetății a fost restricționată.

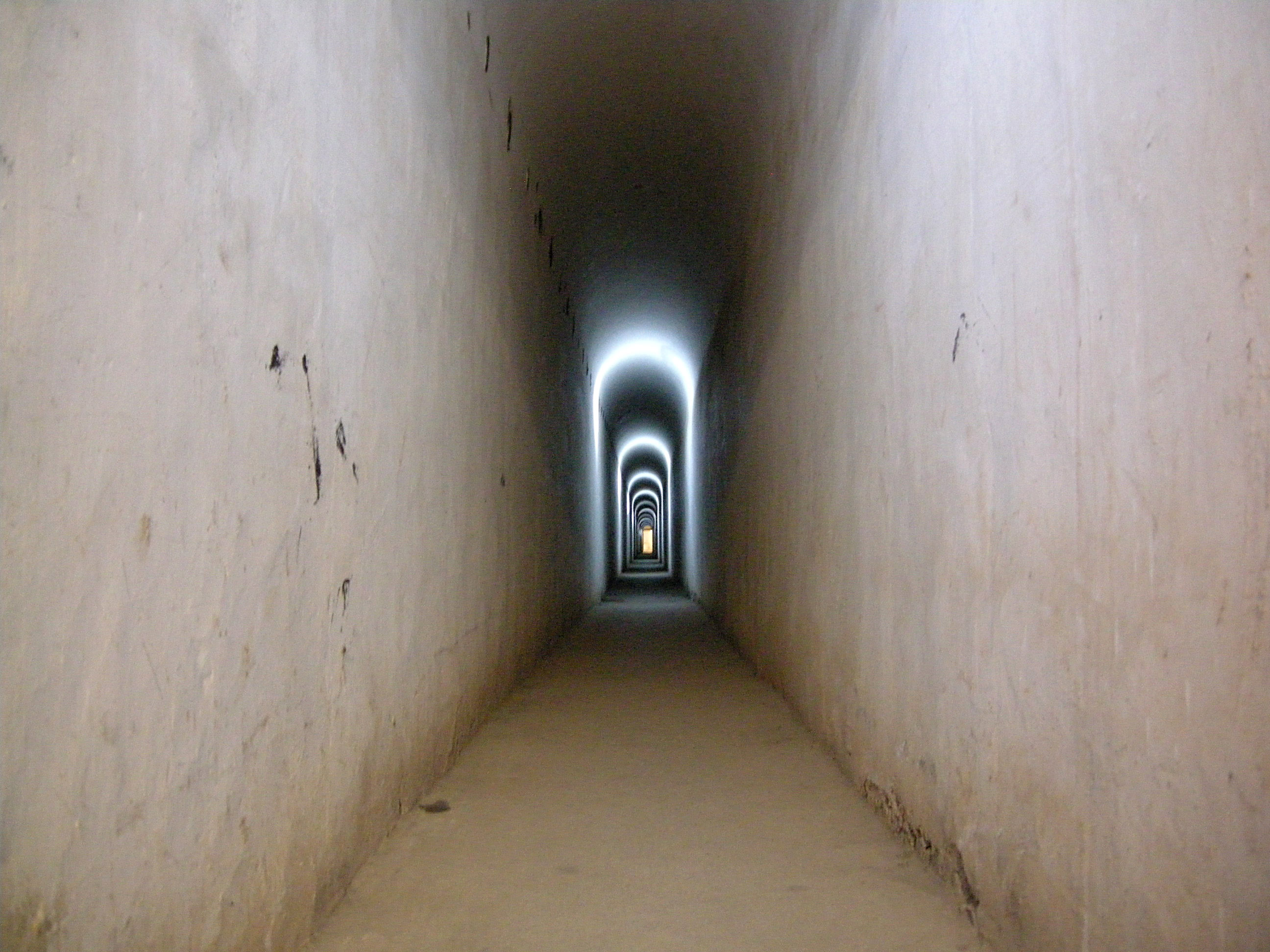
Unul dintre cele mai lungi tuneluri ale Fortului Nouă

În 1890 a început lucrul la a opta redută, denumită Linkuva; s-au introdus noi tehnici de construcție, în special betonul armat. Reduta Linkuva a devenit cea mai modernă întăritură, echipată cu electricitate, canalizare și cazemate pentru o garnizoană de 1.000 de persoane. În același timp, s-au pus bazele altor structuri defensive care au dus la înconjurarea întregului centru al orașului între râurile Nemunas și Neris. Până în 1890, fuseseră terminate șapte redute, fuseseră construite drumuri de suport, si un pod feroviar peste Nemunas a fost adaptat pentru transportul militar. Până acum, cheltuielile cu cetatea se ridicaseră la peste nouă milioane de ruble. Primele cărămizi ale bisericii ce avea să deservească garnizoana⁠(en)[traduceți] au fost puse în 1891; ea a fost terminată în 1893. În anul următor a început construcția unei căi ferate cu ecartament îngust dedicată.
Fortul Nouă, redută a cărei construcție a început în 1903, a fost prima de felul său din Imperiu. Structura era un trapez, cuprinzând o metereză pentru infanterie, și a fost echipată cu două turnuri blindate de pază, electricitate și sistem de ventilație. Zidurile cazematelor de pe tunuri au fost acoperite cu plută pentru a reduce zgomotul focurilor. Costurile acestei singure redute s-au ridicat la 850.000 de ruble.

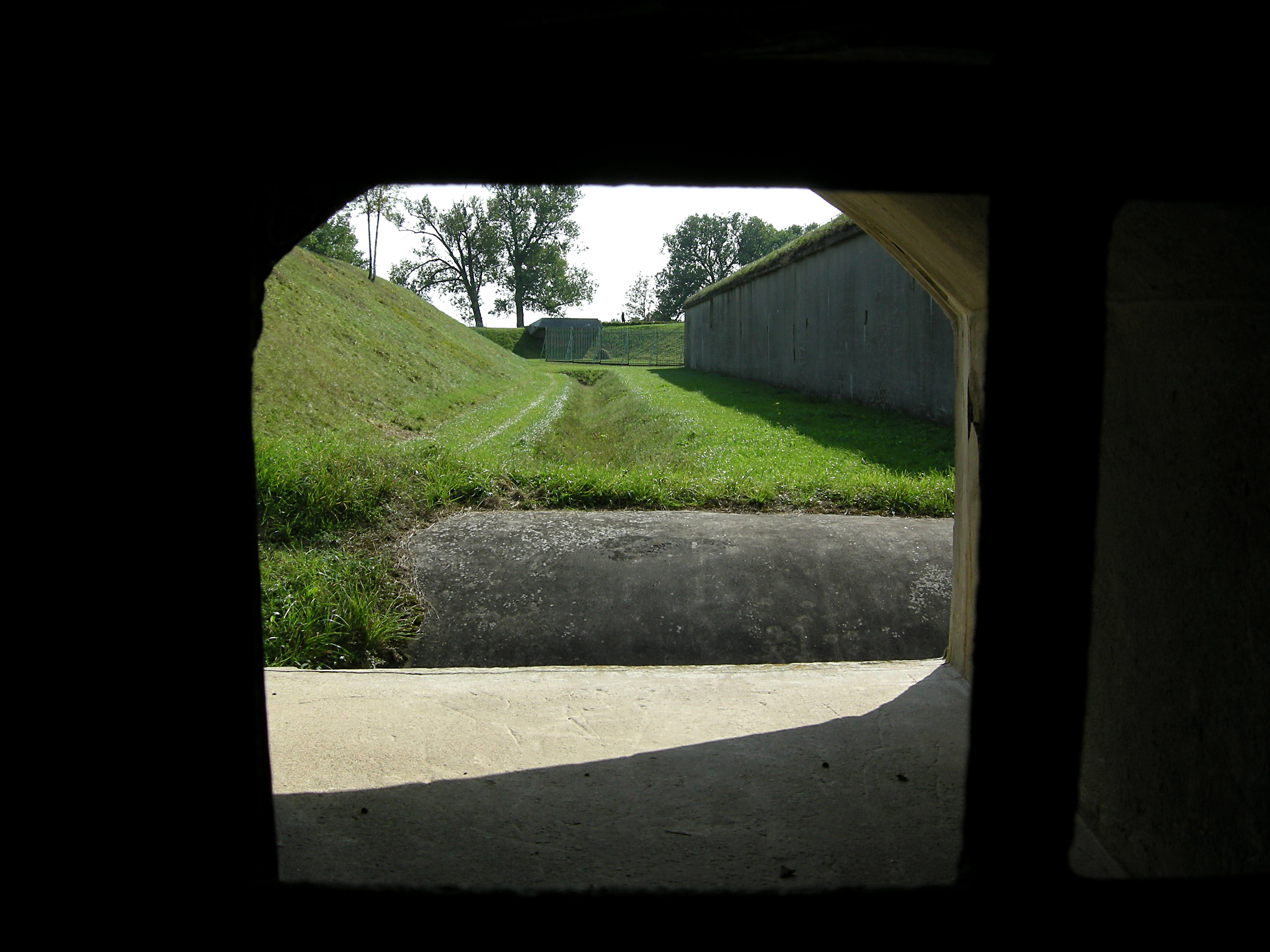
Ambrazură pentru tunuri

Complexul de redute și structuri defensive a fost împărțit în patru sectoare. Primul a urmat malul stâng al Nemunasului până la confluența cu râul Jiesia și a cuprins primele trei redute, cele mai vechi. Al doilea sector se întindea de la Jiesia la mănăstirea Pažaislis⁠(en)[traduceți] și cuprindea două redute. Al treilea se extindea din dreapta până la malul stânga al Nemunasului; acest sector cuprindea și el două redute. Al patrulea sector, și ultimul, se întinde de pe malul drept al Nerisului până la malul stâng al Nemunasului, cuprinzând două redute, inclusiv cea mai nouă – Fortul Nouă.
Pe măsură ce s-au dezvoltat noi tehnologii de construcție și de armament, cetatea a fost renovată repetat pentru a-și păstra eficiența militară. În 1912, s-au lansat o extindere și o inițiativă de reconstrucție. Acest proiect cerea douăsprezece noi redute cu baterii, clădiri de suport și structuri de suport. Terminarea sa era estimată pentru anul 1917. Redutele mai vechi urmau să fie complet încercuite de noua construcție, despre care se dorea să utilizeze cele mai noi tehnologii militare. În primele faze ale punerii în aplicare a acestui plan, s-au construit noi întărituri defensive și vechile redute au fost întărite cu beton. Când au început însă luptele de pe Frontul de Est din Primul Război Mondial, lucrările au fost oprite. În 1915, o singură redută, Fortul Nouă, se conforma noilor criterii tehnologice, Fortul Zece fiind doar parțial construit. Complexul acoperea atunci circa 65 km² și conținea o rețea feroviară internă de 30 km, o centrală electrică, sistem de aprovizionare cu apă, moară, brutărie, distilerie, depozit de alimente și telegraf. În ciuda faptului că renovările și noile construcții de la cetate nu fuseseră terminate, ea prezenta deja o problemă pentru orice atacator.

## Primul Război Mondial

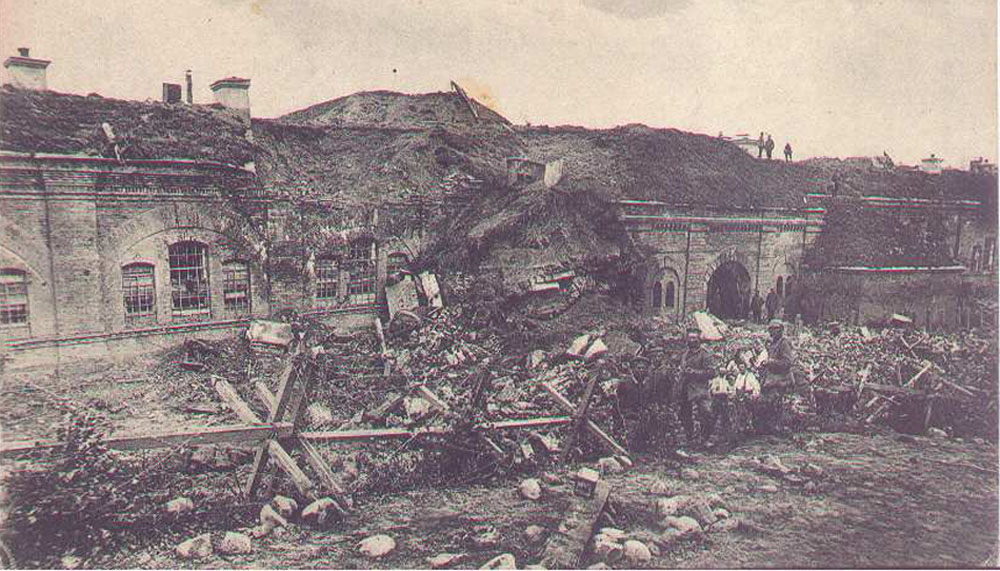
Fortul al II-lea după bombardamentul german

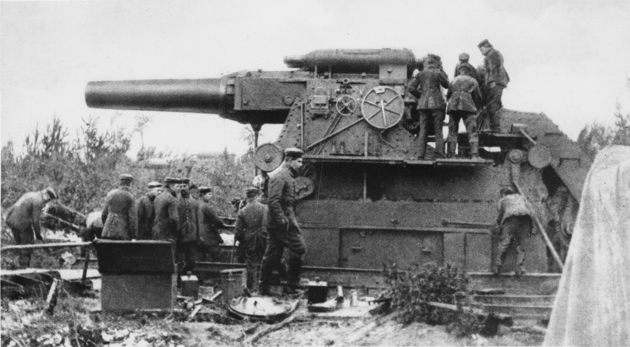
Tunul german en. Artileria germană a jucat rolul-cheie în ofensivă.

În 1915, Germania și Puterile Centrale au demarat o ofensivă împotriva Rusiei și au înaintat către Lituania și Kaunas. Armata germană a ajuns la cetatea Kaunas în iulie 1915. La acea dată, fortăreața era ocupată de circa 90.000 de soldați, sub comanda lui Vladimir Grigoriev⁠(en)[traduceți]. Pentru a ataca cetatea, germanii au adus patru divizii, pe care le-au pus sub comanda lui Karl Litzmann.
Pentru a susține acest atac, germanii au construit o cale ferată pentru a transporta obuzierul lor de 42 cm Gamma-Gerät⁠(en)[traduceți]. Proiectilele acestui obuzier cântăreau aproximativ o tonă, iar raza de acțiune era de 14 km. La câteva zile după începutul asediului, au fost desfășurate mai multe tunuri de diferite calibre.
Armata germană și-a concentrat atacul pe primele trei redute, cele mai vechi structuri ale cetății. Armata nu a înconjurat întreaga cetate, apărătorii ei putând să se regrupeze și să se reaprovizioneze. La 8 august, germanii și-au intensificat bombardamentul, dar garnizoana cetății a rezistat la câteva tentative de a rupe perimetrul defensiv. După câteva zile, bombardamentul cetății a ajuns la apogeu; apărătorii au suferit pierderi grele, între 50% și 75%. La 14 august, peste 1.000 de soldați din trupele de apărare au fost uciși, dar germanii nu au reușit să cucerească cetatea. A doua zi însă, proiectilele de Gamma-Gerät au distrus Fortul I și germanii și-au transferat atenția asupra Fortului II. Luptele se duceau acum în interiorul inelului larg de apărare a complexului.
Cu prețul unor pierderi grele, apărătorii Fortului III au întârziat înaintarea germanilor, dar au fost forțați să evacueze și să se retragă în aceeași zi. A doua zi, Fortul IV a fost abandonat și Fortul V a fost cucerit la scurt timp. Într-o reacție în lanț, celelalte redute au început să capituleze. Comandantul Grigoriev și-a abandonat postul și a fugit la Žiežmariai⁠(en)[traduceți]. Când germanii au trecut râul Nemunas, ei au capturat Forturile VI și VII. Celelalte două forturi nu au mai rezistat mult. Cetatea a fost cucerită după unsprezece zile de luptă.

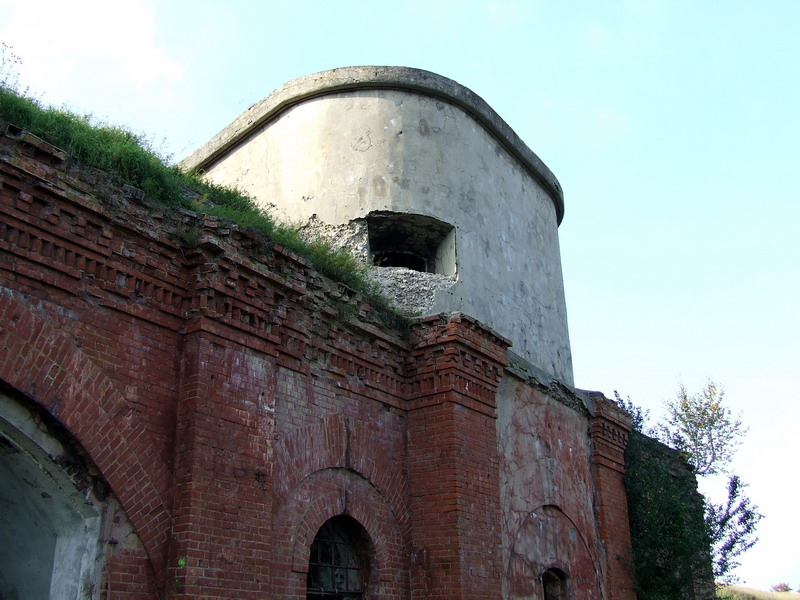
Rămășițele Fortului I

Forțele defensive au pierdut 20.000 de victime, și circa 1.300 de piese de armament greu au fost capturate de germani. Grigoriev a fost arestat de autoritățile ruse, judecat și condamnat la cincisprezece ani de închisoare pentru neîndeplinirea sarcinilor. I s-au retras și toate diplomele, decorațiile și gradele militare. Germanii au utilizat materiale din cetate și în alte zone ale luptei împotriva Rusiei.
Cercetătorii au identificat factorii ce au contribuit la căderea relativ rapidă a cetății. Ea nu fusese complet renovată; apărătorii nu aveu experiență; personalul era mutat frecvent, neavând timp să se familiarizeze cu zona înconjurătoare și cu cetatea. Deși mare parte din experiența lor era în apărarea interiorului cetății, ei erau trimiși să lupte în câmp deschis. Când luptele s-au mutat în exteriorul cetății, liniile de comunicație au fost întrerupte de bombardamentul german, și apărarea cetății nu a putut restaura complet comunicațiile cu centrul de comandă sau cu celelalte redute. Absența susținerii din exterior a fost un factor crucial pentru căderea ei.

## Perioada interbelică

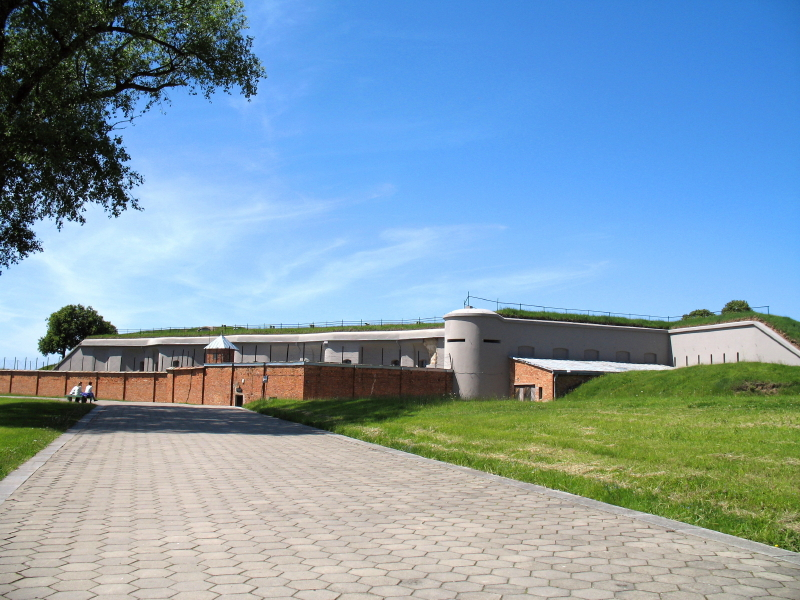
Fortul IX, reconstruit

La 16 februarie 1918, Lituania și-a redobândit independența, iar orașul Kaunas a devenit capitala ei provizorie. Vechea cetate a fost pusă sub supravegherea geniștilor. Materialele ce nu fuseseră luate de germani au fost utilizate pentru a reaproviziona armata lituaniană și pentru construcția trenului blindat Gediminas, denumit după marele duce din secolul al XIV-lea Gediminas. În 1920, a fost înființată Comisia Cetății Kaunas, însărcinată cu administrarea cetății. Din cauza dezvoltării de noi tehnologii militare, reconstrucția ei a fost considerată o cheltuială prea mare și inutilă. Armamentul cetății a fost demontat, iar tranșeele umplute cu fier vechi.
Unele secțiuni ale cetății au fost atribuite unor instituții civile, armata ocupând cazărmile fostei Divizii a XXVIII-a. Forturile VI și IX au fost utilizate ca penitenciare, iar în Fortul VII au fost instalate Arhivele Centrale; postul național de radio a avut și el sediul în cetate; în depozitul de praf de pușcă din Fortul I a fost instalată o cameră de gazare pentru execuția condamnaților la moarte. Unele secțiuni au fost utilizate ca locuințe sociale. Întrucât orașul Kaunas se extindea înspre complex, drumurile lui interne au devenit străzi publice. Structurile și dispunerea noilor cartiere au fost influențate de prezența cetății.

## Al Doilea Război Mondial

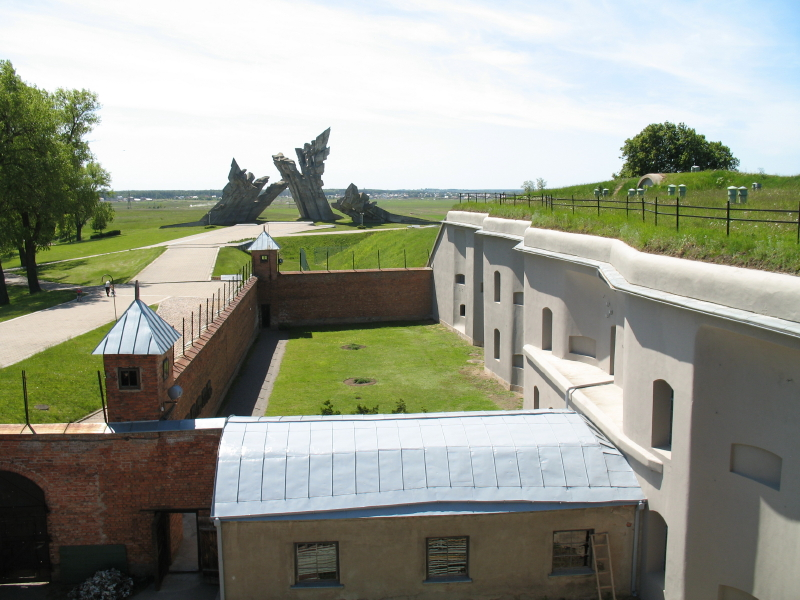
Monument de înălțime în memoria victimelor

Protocolul adițional secret al pactului Ribbentrop-Molotov din 1939 trecea Lituania în sfera de influență sovietică, și ea a fost ocupată de URSS în iunie 1940. Cetatea a fost utilizată ulterior pentru a efectua interogatorii și pentru a interna deținuți politici. Germania a invadat URSS un an mai târziu, la 22 iunie 1941. Forțele naziste au pătruns în Kaunas la 24 iunie. Fortul VI a devenit tabără de prizonieri de război din Armata Roșie. Populația evreiască a Kaunasului număra între 35.000 și 40.000 de persoane; puțini aveau să supraviețuiască holocaustului din Lituania. Naziștii, ajutați de trupe auxiliare lituaniene, au început să masacreze populația evreiască. La 6 iulie, din ordinele SS, unitățile auxiliare lituaniene de poliție au împușcat aproape 3000 de evrei la Fortul VII. La 18 august, în ceea ce avea să fie cunoscut ca „acțiunea intelectualilor”, peste 1800 de evrei au fost împușcați la Fortul IV. La 29 octombrie, a avut loc „Marea Acțiune”—locuitorii ghetoului din Kaunas⁠(en)[traduceți] au fost convocați și peste 9000 de bărbați, femei și copii au fost duși la Fortul IX și executați. Ulterior, în decursul restului perioadei de ocupație nazistă, peste 5000 de evrei deportați din Europa Centrală aveau să fie executați aici. Circa 60 au evadat în decembrie 1943; ei fuseseră puși să dezgroape și să ardă trupurile victimelor mai vechi, în contextul Aktion 1005⁠(en)[traduceți]. Treisprezece dintre acești evadați au putut apoi documenta tentativa Aktion de a ascunde dovezile crimelor în masă.
Când Germania a început să piardă războiul și frontul s-a apropiat de Lituania, germanii au început să pregătească o defensivă la Kaunas, inclusiv cu utilizarea cetății. Râul Nemunas a fost etichetat „linie de catastrofă”, iar Adolf Hitler a cerut să fie apărat cu orice preț. La 1 august 1944, Kaunas a fost capturat de Armata Roșie. Structurile rămase din cetate au fost utilizate în scopuri militare, mai multe din structurile mai vechi fiind demolate sau reconstruite.
Numărul morților din cetate din timpul celui de al Doilea Război Mondial diferă de la sursă la sursă; Muzeul American al Holocaustului⁠(en)[traduceți] dă descrieri detaliate ale morții a circa 18.500 de victime ale Holocaustului. alte surse menționează 30.000 de evrei morți, și un număr total de 50.000.

## După război

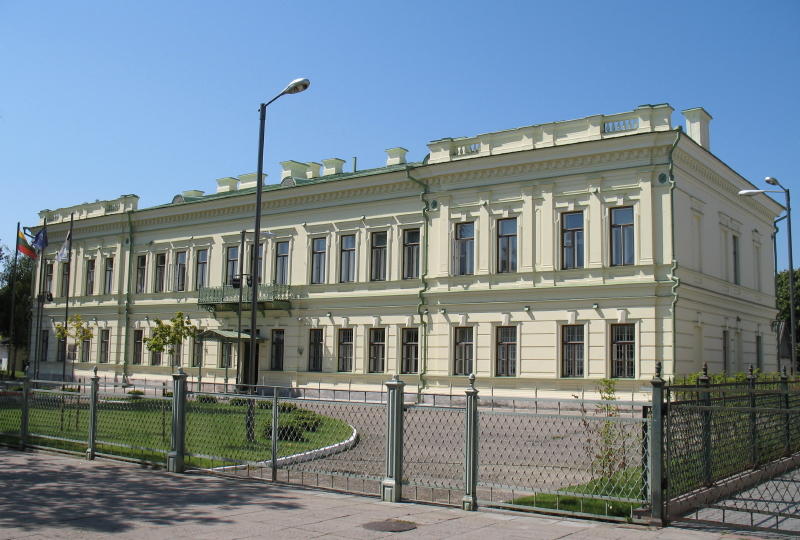
Sediul comandantului Cetății, astăzi cartier general al en

Lituania a rămas Republică Sovietică Socialistă până în 1990. În 1948, Divizia 7 de Gardă Cercheză Aeropurtată⁠(en)[traduceți] și-a stabilit sediul în cartierul general al comandantului cetății. Cazărmile au fost folosite de Regimentul 108 Parașutiști și Fortul V a deservit regimentul antiaerian. Majoritatea forturilor au servit însă drept depozite sau au găzduit colhozuri și alte organizații agricole. În timpul expansiunii și dezvoltării postbelice ale orașului, părți din cetate au fost desființate; ca parte a construcției Institutul Politehnic Kaunas⁠(en)[traduceți], întăriturile de la nivelul solului de pe unul dintre sectoarele defensive au fost distruse.
În 1958, Fortul IX a fost făcut muzeu. În 1959, s-a deschis prima sa expoziție, în memoria crimelor ce avuseseră loc acolo. Muzeul și-a extins apoi sfera de interes la întreaga istorie a cetății. Acolo a fost construit în 1984 un monument înalt de 32 m în memoria victimelor. Armata Sovietică a ocupat însă mare parte a cetății până la restabilirea independenței Lituaniei. După retragerea forțelor sovietice, terminată în 1993, în mai multe forturi s-au înființat baze ale armatei lituaniane.

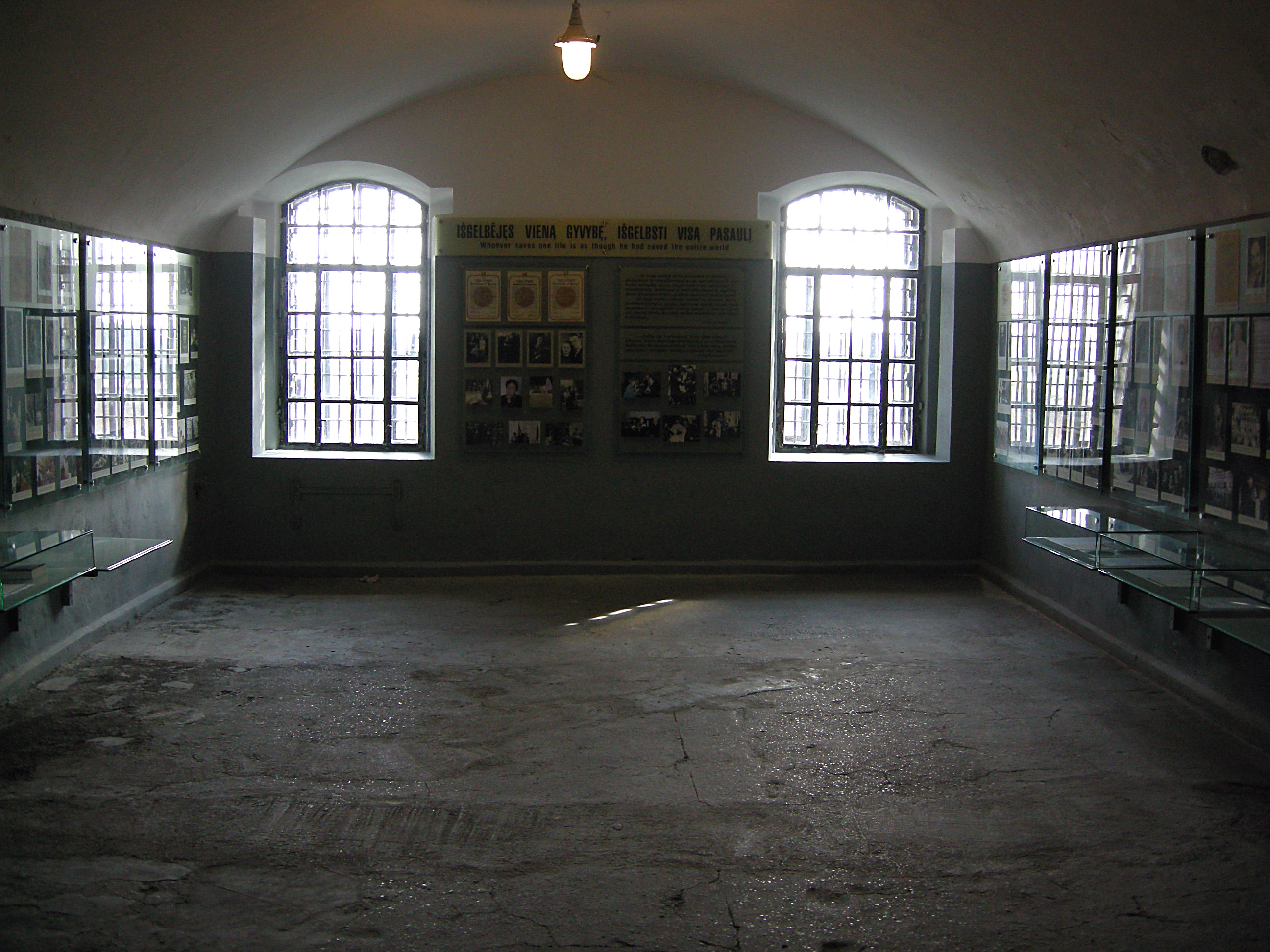
Muzeul din Fortul IX

În 2007, doar Fortul IX fusese parțial renovat. El este acum dedicat Holocaustului și ocupației naziste și sovietice a Lituaniei. Muzeul, care deține circa 65.000 de artifacte, este finanțat de Ministerul Lituanian al Culturii⁠(en)[traduceți].  De la începutul anilor 2000, el a primit circa 100.000 de vizitatori pe an și a găzduit seminarii și ateliere de lucru cu scopul educației pe marginea Holocaustului. În 2005, a fost lansat proiectul internațional „Cultura Baltică și Cetățile de pe Ruta Turistică”, cu susținerea Uniunii Europene. Scopul său este promovarea cooperării științifice transnaționale în domeniul conservării monumentelor, împreună cu elaborarea de strategii pentru reconstrucția și gestiunea cetăților din regiune. Cetatea Kaunas face parte din acest proiect. În 2007, Fortul VII a fost vândut, noii proprietari demarând un proces de restaurare, iar din 2009 el este deschis ca muzeu militar și al fortificaților, fiind singurul fort de cărămidă din Kaunas ce poate fi vizitat. În anii 2000, diferite entități au deținut în proprietate părți din complex: Ministerul Culturii, Ministerul Apărării, Fondul Proprietății de Stat, și Primăria orașului Kaunas. Situl încă mai conține elemente de artilerie neexplorate, deși în 1995 au fost înlăturate circa 1,9 tone de explozibili. Alte probleme de restaurare sunt apariția de puțuri, slabul drenaj al apelor pluviale, slaba ventilație, eroziunea, posibila contaminare chimică, supracreșterea vegetației și prezența unei colonii de lilieci protejați. În ciuda avariilor suferite, complexul cetății Kaunas este cel mai complet dintre cetățile rămase din vremea Imperiului Rus.